# Lycaena infraextensa
Lycaena infraextensa är en fjärilsart som beskrevs av Tutt 1906. Lycaena infraextensa ingår i släktet Lycaena och familjen juvelvingar. Inga underarter finns listade i Catalogue of Life.